# Warfstermolen
Warfstermolen (Kollumerlands: Warfstermeul; Fries: Warfstermûne, [varfstr’munə]) is een streekdorp in de gemeente Noardeast-Fryslân, in de Nederlandse provincie Friesland. Het is gelegen ten (noord)oosten van Kollum en ten zuiden van het Lauwersmeer. In 2023 telde het dorp 195 inwoners. De buurtschappen De Kolk (deels), De Leegte en Halfweg liggen in hetzelfde postcodegebied als Warfstermolen.

## Geschiedenis

### Ontstaan en ontwikkeling
Warfstermolen is ontstaan aan de omstreeks 1315 aangelegde oude zeedijk, waarschijnlijk nadat in 1529 de nieuwe dijk om het Nieuwkruisland was aangelegd. Het element 'warf' in de plaatsnaam zou duiden op een huis op de dijk waar de dijkvergaderingen werden gehouden.
Deze molen komt in 1574 voor in de bronnen als 'wyntmolen staende op de dyk by de Warff' (volgens de database van verdwenen molens zelfs al in een document van rond 1550). Op de Schotanuskaarten van 1664 en 1718 staat de molen afgebeeld; op de laatste kaart staat de molen op een andere plek, dus mogelijk is deze later verplaatst. Rond 1700 bleken er veel te veel molens in de grietenij Kollumerland te zijn om rendabel te kunnen werken, waarop in 1712 door de Staten van Friesland werd verordineerd dat een aantal molens dienden te verdwijnen, waaronder de Warfstermolen.
Rond 1600 heeft de plaats zicht ontwikkeld als een buurtschap van Burum. Later verkreeg het de dorpsstatus. Het dorp ontwikkelde zich in eerste instantie aan voornamelijk de zuidzijde van de oude dijk. tot een tamelijk gesloten lintbebouwing. Na de Tweede Wereldoorlog ontstond een bescheiden dorpsuitbreiding in het kader van de volkshuisvesting bij de straten De Warf en de Gruytsweg.
Tot 2019 viel Warfstermolen onder de gemeente Kollumerland en Nieuwkruisland waarna deze is opgegaan in de Noardeast-Fryslân.

### Voorzieningen en armste dorp van Nederland
In vroegere tijden bezat het dorp veel voorzieningen, waaronder een bakker, meerdere kruideniers, een melkboer, schilder, slager, smid, timmerman en een dorpscafé (Café Hulst). Met name in de tweede helft van de twintigste eeuw verdwenen de meeste voorzieningen. Het heeft anno 2019 nog maar weinig voorzieningen. Het dorpscafé werd in 1994 wegens sluiting vervangen door het dorpshuis 'De Warf'.
Het dorp werd in 1997 door het SCP genoemd als het armste dorp van Nederland.

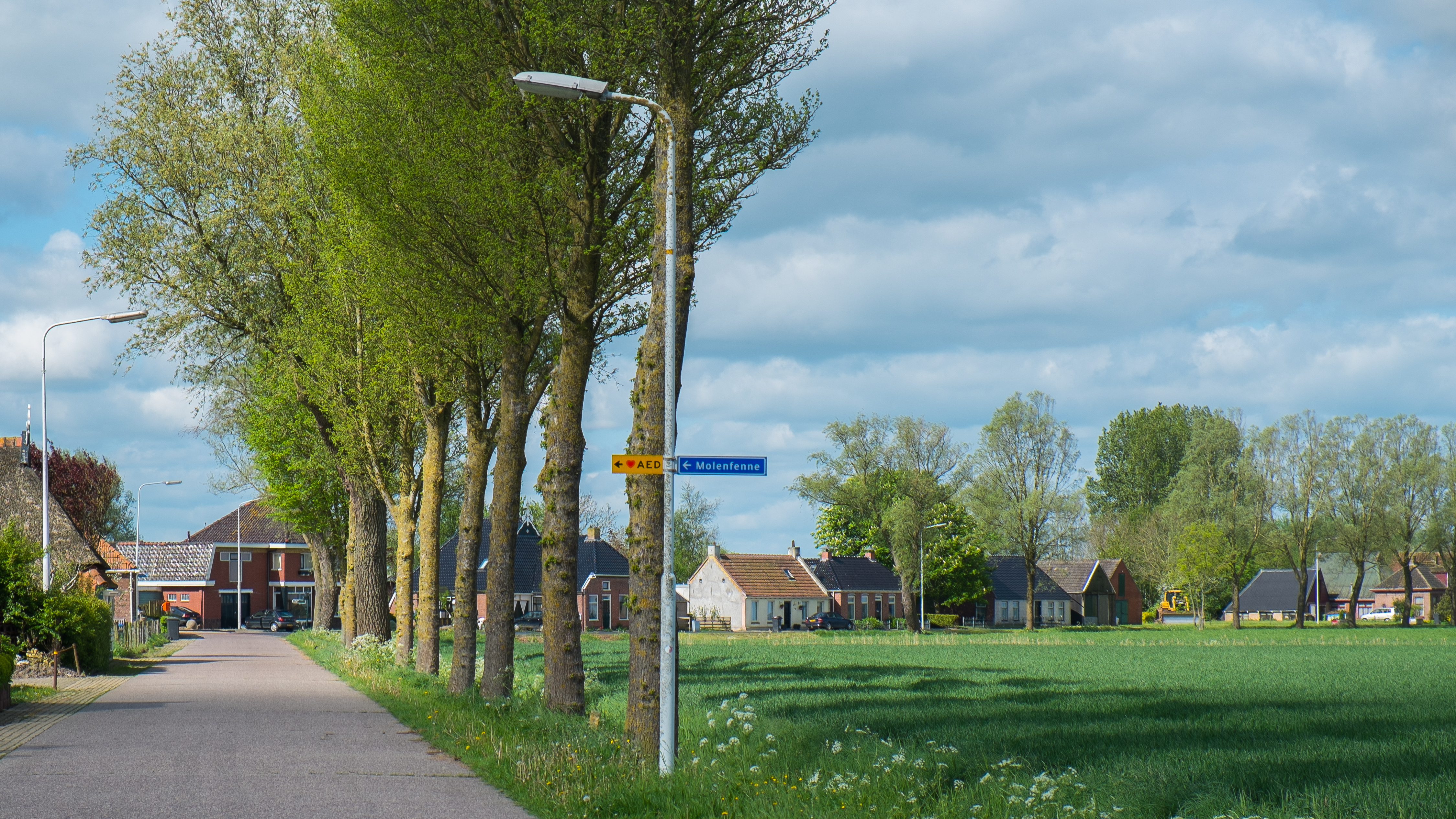
Gruytsweg (oostelijk deel)

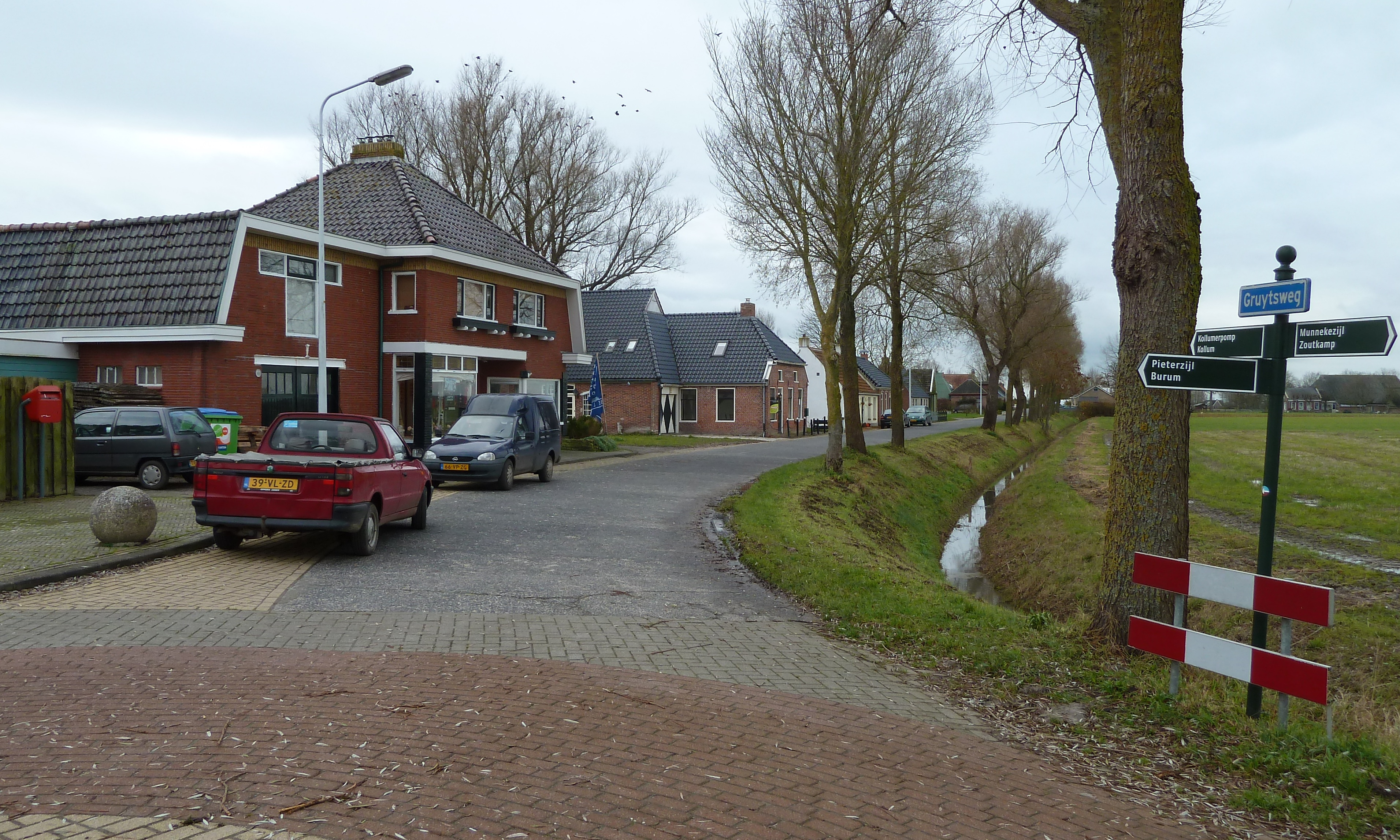
Gruytsweg gezien vanaf de driesprong

## Bevolkingsontwikkeling
| Demografische ontwikkeling tussen 1869 en 2019                      |
| ------------------------------------------------------------------- |
|                                                                     |
| ■ Data afkomstig van volkstellingen.nl ■ Data afkomstig van het CBS |

## Onderwijs
Het dorp had tot 1991 een basisschool. In de buurtschap Halfweg stond tot 1984 een hervormde lagere school. Deze is na de sluiting een woonhuis geworden.

## Sport
Het dorp heeft een voetbalvereniging VV de Lauwers, die veel spelers kent vanuit de omliggende dorpen, waaronder topspeler Pieter Ozinga. De voetbalclub speelt op het in 1962 opgerichte sportcomplex 't Meertenust in de buurtschap Halfweg.
Het dorp had tot 2020 een korfbalvereniging, De Lauwers. Deze vereniging was onderdeel van SV de Lauwers, die in 1955 was opgericht als overkoepelde sportvereniging. Deze omvatte de drie verenigde sportverenigingen van het dorp, de voetbalclub, de korfbalvereniging en de volleybalvereniging, die laatste moest eerder al worden opgeheven wegens te weinig leden.
Steden, dorpen en gehuchten: Aalsum · Anjum · Augsbuurt · Birdaard · Blija · Bornwird · Brantgum · Burum · Dokkum · Ee · Engwierum · Ferwerd · Foudgum · Genum · Hallum · Hantum · Hantumeruitburen · Hantumhuizen · Hiaure · Hogebeintum · Holwerd · Janum · Jislum · Jouswier · Kollum · Kollumerpomp · Kollumerzwaag · Lichtaard · Lioessens · Marrum · Metslawier · Munnekezijl · Moddergat · Morra · Nes · Niawier · Oosternijkerk · Oostmahorn · Oostrum · Oudwoude · Paesens · Raard · Reitsum · Ternaard · Triemen · Veenklooster · Waaxens · Wanswerd · Warfstermolen · Westergeest · Wetsens · Wierum · Zwagerbosch

Buurtschappen: Abbewier · Bartlehiem (deels) · Beintemahuis · Betterwird · Bollingawier · Bonte Hond · Bornwirdhuizen · Boteburen · Brandeburen · De Dellen · De Keegen · De Kolk · De Leegte · De Rijp · De Wirden · De Schans · Dijkshorne · Dokkumer Nieuwe Zijlen · Drieboerehuizen · Ezumazijl · Groot Medhuizen · Halfweg · Hallumerhoek · Hanenburg · Hantumerhoek · Huis ter Noord · Kettingwier · Klein Medhuizen · Kletterbuurt · Kollumeroudzijl · Krabburen · Laagland · Lutkewier · Molenbuurt · Nieuwland · Oudeterp · Oudwouderzijlen · Reidswal · Scharnehuizen · Stiem · Teerd · Teijeburen · Tergracht (deels) · Ter Lune · Tibma · Tilburen · Tiltjeburen · Vaardeburen · Veldburen · Vijfhuizen (Hallum) · Vijfhuizen (Ternaard) · Visbuurt · Weerdeburen · Westerburen · Westernijkerk · Wie · Wijgeest · Zevenhuizen

Streken: 't Schoor · Galilea · It Paradyske · Lutkelaard · Sibrandahuis · Steenharst · Steenvak · Wildpad (deels) · Zandbulten · Zwagerveen

Friesland: Steden en dorpen      Nederland: Provincies · Gemeenten